# I'd Rather Be High
Pistes de The Next Day
If You Can See Me
(7) Boss of Me
(9)
I'd Rather Be High est une chanson de David Bowie parue en 2013 sur l'album The Next Day. Son texte antimilitariste laisse la parole à un jeune soldat engagé malgré lui dans des combats. Le Venetian mix, une version faussement baroque jouée au clavecin, accompagne un clip vidéo sorti au second semestre 2013. 

## Description

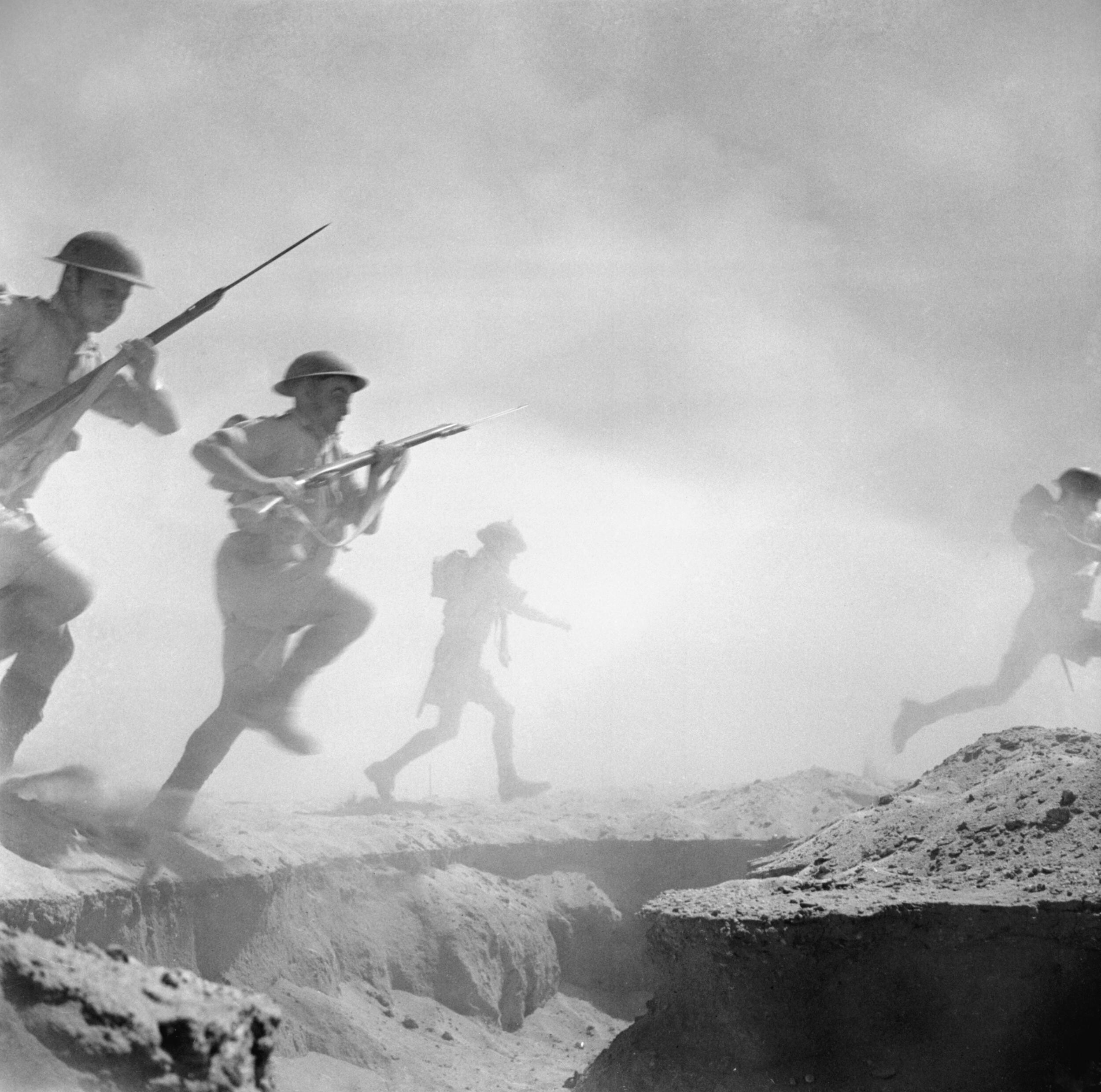
Engagés dans le désert nord-africain, 1942.

Il s'agit à nouveau, après How Does the Grass Grow?, d'une peinture de jeunes vies sacrifiées dans une guerre. Les paroles épousent le point de vue d'un objecteur de conscience de 17 ans, enrôlé malgré lui dans une troupe qui combat dans le désert. Elles opposent des descriptions de noceurs loin de la zone de conflit à l'expression de la colère et de la tristesse du jeune homme. Traumatisé par cette expérience, celui-ci se lamente :
« I'd rather be high
I'd rather be flying
I'd rather be dead or out of my head
Than training these guns on those men in the sand. »
« Je préfèrerais être défoncé
Je préfèrerais voler
Je préfèrerais être mort ou hors de ma tête
A entraîner ces armes sur ces hommes dans le sable. »
Le conflit dans lequel il est impliqué n'est pas précisé. Si certains indices laissent penser qu'il devrait s'agir de la Seconde Guerre mondiale en Afrique du Nord, rien n'exclut que Bowie n'ait eu en tête d'autres guerres, par exemple celles d'Irak. Peu importe, tant le narrateur représente tout adolescent envoyé au feu pour défendre sa patrie.
Parmi les sources d'inspiration de l'auteur sont cités le poème Disabled sur la Première Guerre mondiale de Wilfred Owen, le documentaire de 1970 The Quiet Mutiny de John Pilger. Le texte se réfère encore plus explicitement à Nabokov : les premiers vers mêmes nomment et décrivent l'auteur allongé nu sur une plage ensoleillée de Grunewald, comme l'est son héros et alter ego Fiodor dans son roman Le Don. L'image renvoie, comme d'autres chansons de l'album, à la ville de Berlin où Bowie a vécu plusieurs années. Les deux autres noms propres cités, « Clare and Lady Manners », sont plus mystérieux : Lady Diana Manners faisait partie d'un groupe de fêtards de la haute société londonienne dans les années 1910, The Coterie : dans la chanson elle « répand des ragots jusqu'à ce que ses lèvres saignent ». Clare, selon un article du Guardian, pourrait faire référence à un personnage de la nouvelle d'Evelyn Waugh Officers and Gentlemen (1955), le soldat Ivor Claire accusé de désertion et protégé par une héroïne inspirée de Diana Manners. La mention de la ville du Caire dans le vers suivant confirmerait cette lecture, une partie de l'intrigue d'Evelyn Waugh se déroulant en Égypte.

## Enregistrement
Les pistes musicales ont été enregistrées le 15 septembre 2011, et la voix de Bowie le 9 mai 2012.

## Postérité
Une autre version est créée en août 2013 et appelée le Venetian mix . Henry Hey l'enrichit d'un ornement de clavecin qui lui confère un son faussement baroque, et Tony Visconti révise la partition de la basse. S'y superposent une dizaine de nouvelles pistes de la voix de Bowie. 
Une publicité de 2013 pour la marque Louis Vuitton filmée par Romain Gavras montre Bowie, jouant au clavecin ce remix dans une ambiance de fête masquée vénitienne. Sur cette même version musicale un autre clip vidéo est diffusé en 2013 : s'y succèdent des images de soldats de toutes époques, tour à tour au front ou dansant et prenant du bon temps à l'arrière des lignes, dans l'esprit de l'opposition décelable dans le texte. Le visage distordu de Bowie, en noir et blanc, apparaît parfois.  

## Critiques
Selon Stéphane Davet la musique, qu'il qualifie de « gracile », évoque la période Ziggy de Bowie, modernisée par un son de guitare inspiré de U2.
Nicholas Pegg salue l'arrangement « chatoyant » des guitares et des multiples pistes vocales, mais juge trop sophistiquée la partition de batterie.

## Musiciens
- David Bowie : chant, production
- Tony Visconti : ingénieur, mixage, production
- Gerry Leonard (en) : guitare
- Tony Levin : basse
- Zachary Alford : batterie